# Bam Thwok
«Bam Thwok» es un sencillo de la banda de rock alternativo estadounidense Pixies, sólo disponible como descarga digital, lanzado al mercado el 15 de junio de 2004. La canción fue compuesta y cantada por la bajista Kim Deal, y lanzada exclusivamente para descargar desde Internet en la iTunes Store. Al momento de su lanzamiento, «Bam Thwok» fue un éxito comercial, debutando en el puesto número uno en la versión temprana del UK Download Chart. La canción es la primera grabación de la banda desde Trompe le Monde de 1991, además de ser su única grabación desde su reunión de 2004.
«Bam Thwok» se compuso originalmente para la película infantil Shrek 2, aunque finalmente no se seleccionó para la banda sonora. Las letras de la canción presentan un aspecto surrealista y sinsentido típico de la banda; la inspiración de Deal fue un libro infantil de dibujos que encontró en una calle de Nueva York. El tema principal de «Bam Thwok» es el de "enseñar la bondad a todo el mundo". Sin embargo, recibió diversas críticas por parte de los fanes, en parte por el solo de órgano que aparece a mitad de la canción.

## Historia
Después de la reunión de 2004, Pixies pensó que grabar una nueva canción "rompería el hielo" entre sus miembros después de la agria ruptura de 1993. Mientras la banda anunciaba las fechas de su gira mundial de reunión, Dreamworks contactó con su mánager, Ken Goes, para preguntar si les interesaría grabar una canción para la secuela de Shrek. La banda aceptó y el líder Black Francis y Deal comenzaron a componer riffs para una canción enfocada a un público infantil. Deal llevaba un tiempo experimentando con una progresión armónica, y ya que su banda The Breeders estaba inactiva, decidió donar su nueva composición a Pixies.
Pixies eligió el riff de Deal, ya que era una cosa "más pop, más para niños", y Francis aceptó dejar a la bajista cantar y componer la nueva canción; por esto, Francis fue relegado a los coros en la pista. El acto de Francis fue para mejorar la relación entre ambos- en los dos últimos álbumes de estudio de Pixies, Bossanova (1990) y Trompe le Monde (1991), Francis, el principal compositor de la banda, no había dejado a Deal contribuir con ninguna composición ni cantar ningún tema. Este fue uno de los motivos de la separación de Pixies en 1993. Sin embargo, ambos parecen haber resuelto sus diferencias: Francis ha bromeado en entrevistas sobre como planea quitar tantas composiciones de ella como sea posible de un hipotético nuevo álbum, para después alabar «Bam Thwok», diciendo que "es una gran canción".

## Grabación y lanzamiento
La banda hizo los arreglos y ensayó la canción en el estudio de grabación con Pro Tools de casa del guitarrista de la banda, Joey Santiago, que había construido para la banda que tenía con su esposa, The Martinis. Después, en palabras de Kim Deal, "trabajamos un poco la canción en la cosa esa de Pro Tools de Joe [Santiago]". «Bam Thwok» fue grabado en una sesión demo financiada por Dreamworks. Después, la banda se trasladó a Stagg Street Studios, un estudio en Los Ángeles, California, para grabar la canción. Francis dijo que las sesiones de grabación "fueron relajadas, una buena forma de romper el hielo", y admitió que "no parecía que hubieran pasado doce años". La canción se mezcló en Sound City Studios a finales de marzo.
«Bam Thwok» se lanzó en iTunes Store a medianoche del 15 de junio de 2004. Pixies escogió esta forma de lanzamiento ya que no tenían contrato con una discográfica; sus anteriores álbumes habían sido lanzados por 4AD y Elektra Records. En el momento del lanzamiento de «Bam Thwok», la oficina de producción de Pixies no dijo nada sobre si los futuros lanzamientos de la banda estarían también limitados a iTunes Store. Además, Dreamworks desechó la grabación y la canción no apareció en la banda sonora de Shrek 2; en su lugar se eligió la canción "Accidentally in Love" de Counting Crows como tema principal de la película.

## Letras y melodía
El tema principal de «Bam Thwok» es, según Deal, "sobre querer a todos, mostrar la bondad a todos". Las letras son, como muchas las de la banda, surrealistas y fuera de lo convencional; la principal inspiración de Deal para la canción y su título vino de un libro infantil descatalogado que encontró en una calle de Nueva York mientras se encontraba de gira a finales de los años 1990. Después describió el libro: "Por la caligrafía, se nota que el libro debió de perteneciera un niño pequeño. El niño había escrito un cuento, en realidad un párrafo, sobre una fiesta que tuvo lugar en otro universo, sobre gente y monstruos festejando juntos. Eso fue lo que me inspiró para las letras".
La canción está estructurada alrededor de una melodía de guitarra de cuatro tiempos que incorpora acordes mayores en medio. Comienza con la instrumentación al completo, sobre la que Santiago inserta un corto solo de guitarra. A lo largo de la primera estrofa, la guitarra y el bajo "caen", y no vuelven a emerger hasta el estribillo, que se repite varias veces. Un solo de órgano tipo carrusel de unos quince segundos hace aparición a mitad de la canción. Esta pieza fue tocada y grabada por el suegro de Santiago "hacía muchos años" mientras fue misionero en Filipinas.

## Recepción
«Bam Thwok» debutó en el puesto número uno de la primera versión del UK Download Chart, y fue "uno de los más vendidos en cuatro países". La recepción de «Bam Thwok» sorprendió a muchos críticos, quienes habían considerado a Pixies fuera de la aceptación del mainstream; por ejemplo, el sencillo más exitoso de Pixies, "Planet of Sound", sólo llegó al número 27 de las listas británicas. Después del éxito de las descargas, Ken Goes comentó: "Por distribuir nuestra primera canción en trece años exclusivamente en iTunes, pudimos rápida y económicamente ponerla a disposición de millones de seguidores en Estados Unidos y Europa. Una semana después de su lanzamiento, estamos encantados con la respuesta de los usuarios de iTunes que han ayudado a hacer de «Bam Thwok» un grandes ventas en cuatro países".
La canción no recibió reseñas en la gran mayoría de las publicaciones musicales, y la reacción de los fanes fue diversa, siendo una grabación largamente esperada. Recibió críticas positivas de algunos, que comentaron que "recién estaban rehaciéndose del último gran trozo". Otros sintieron que el nuevo lanzamiento de la banda empañaba su reputación, citando el solo de órgano que "lo descarrila enteramente". Algunos seguidores dijeron que "no era lo más grande que habían hecho", mientras que otros comentaron que la nueva canción sonaba como "un álbum de The Breeders", debido en parte a la composición de Deal. Los miembros de la banda notaron el cambio en el rendimiento; David Lovering, el batería de Pixies, comentó que "es muy distinto a lo nuestro. Es una canción de Pixies pero no se parece a una canción de Pixies".